# چوئو-کو، فوکوئوکا
چوئو-کو، فوکوئوکا (به لاتین: Chūō-ku, Fukuoka) یک منطقهٔ مسکونی در ژاپن است که در فوکوئوکا واقع شده‌است.